# Przepiłowanie kobiety na pół
Przepiłowanie kobiety na pół – jeden z klasycznych efektów iluzjonistycznych, który posiada wiele różnych wariantów wykonania. Głównym celem jest wyeliminowanie wszelkich zasłon, w celu wywołania u widza wrażenia, że w rzeczywistości następuje przecięcie człowieka.
Jako pierwszy tę iluzję wykonał P.T Selbit w 1921 roku.
W najpopularniejszej wersji iluzji, asystent (najczęściej kobieta) zostaje zamknięty w prostopadłościennym pudle, w ten sposób, że widać jego głowę i nogi. Iluzjonista, przecina na pół pudło i rozsuwa je. Mimo że asystent został „rozcięty”, może swobodnie poruszać głową i nogami.
Do wykonania pokazu iluzjonista potrzebuje dwóch asystentów. Asystent, którego głowa jest widoczna, swoje nogi chowa w pierwszej części pudła (układa je nad sobą). Asystent, którego nogi są widoczne, schowany jest w specjalnym stole, na którym znajduje się pudło do wykonania pokazu.
Istnieje wiele innych odmian tej iluzji, opartych na innych sekretach (na przykład pokaz wykonywany przez Szwajcara – Petera Marveya, w którym kobieta nie wchodzi do skrzyni, lecz jest przecinana piłą leżąc na stole o grubości kilku centymetrów).